# Пастор Хулиан, Ана
А́на Мари́я Пасто́р Хулиа́н (исп. Ana María Pastor Julián; род. 11 ноября 1957, Кубильос) — испанский политик, член Народной партии Испании. Министр здравоохранения, социальных услуг и равенства Испании в правительстве Хосе Марии Аснара в 2002—2004 годах. Министр развития в кабинете Мариано Рахоя в 2011—2016 годах. Председатель Конгресса депутатов Испании в 2016—2019 годах.

## Биография
Ана Пастор Хулиан изучала медицину и хирургию в Саламанкском университете. По окончании учёбы работала на госслужбе в Понтеведре. В 2000 году была избрана депутатом нижней палаты испанского парламента от избирательного округа Понтеведра. Занимала должности в министерстве образования, культуры и спорта, аппарате правительства и министерстве внутренних дел. В 2002—2004 годах занимала пост министра здравоохранения Испании. 22 декабря 2011 года Ана Пастор Хулиан была назначена министром развития Испании.